# Żyła potyliczna

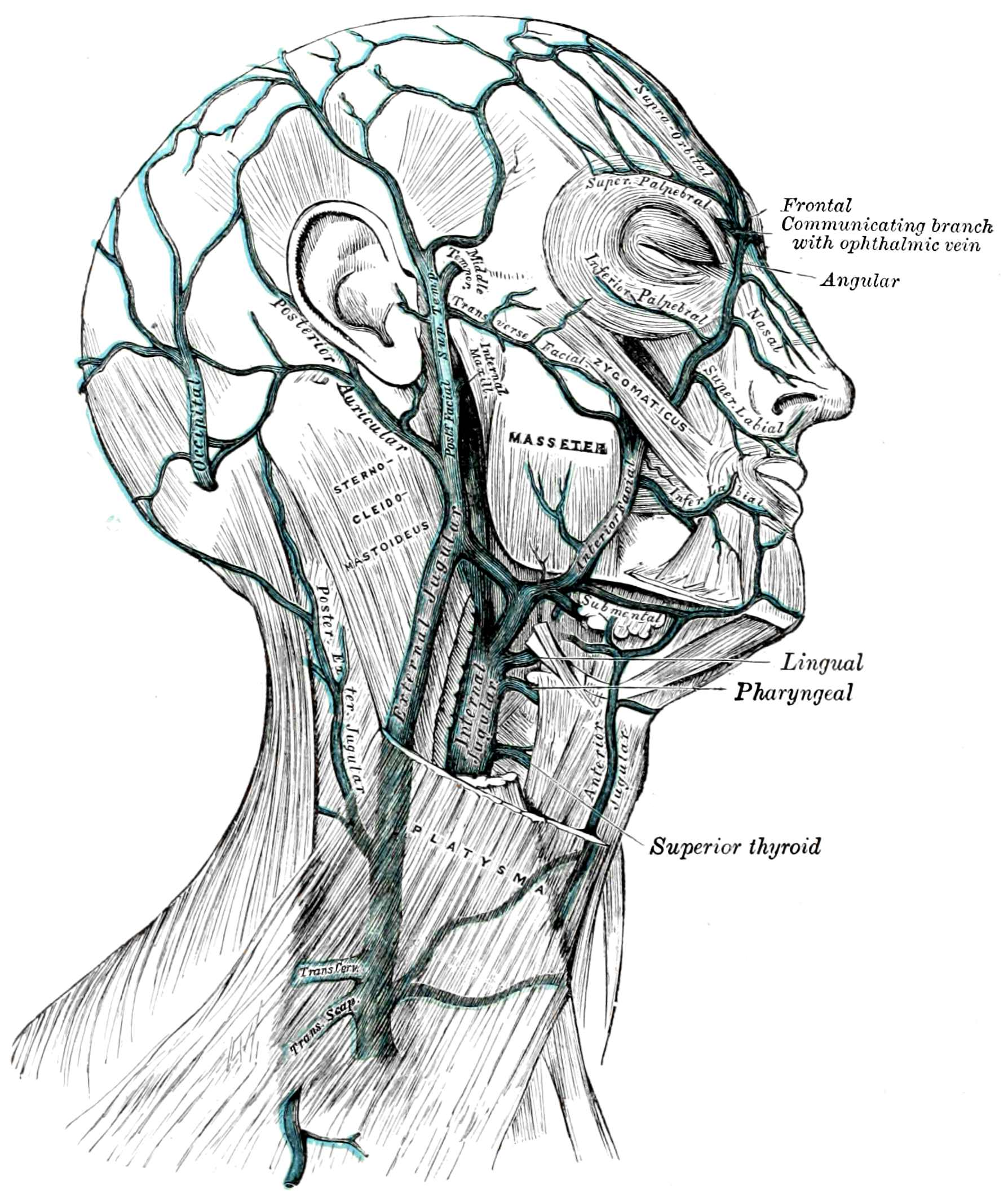
Żyły twarzy i szyi. Żyła potyliczna podpisana Occipital

Żyła potyliczna (łac. vena occipitalis) – w anatomii człowieka żyła odprowadzająca krew z tylnej części powierzchni głowy, od jej wierzchołka do guzowatości potylicznej zewnętrznej i kresy karkowej górnej kości potylicznej. Powstaje w splocie żylnym sklepienia czaszki, biegnie w dół na łusce potylicznej. Przebiega wspólnie z tętnicą potyliczną jako dwa pnie żylne, na poziomie kresy karkowej górnej razem z nią przechodząc pomiędzy przyczepami mięśnia mostkowo-obojczykowo-sutkowego i mięśnia czworobocznego. Wpada częściowo do żyły szyjnej zewnętrznej, razem z żyłą uszną tylną tworząc jej korzeń tylny, a częściowo do żyły szyjnej wewnętrznej. Tworzy zespolenia ze splotem żylnym trójkąta podpotylicznego, splotem kręgowym wewnętrznym tylnym i żyłą kręgową. Z wewnątrzczaszkowym układem naczyń żylnych łączy ją żyła wypustowa potyliczna (z zatoką poprzeczną, spływem zatok lub zatoką potyliczną) i żyła wypustowa sutkowa (z zatoką esowatą).